# Jutjat d'Arborea

Mapa del Jutjat d'Arborea

L'Arbre desarrelat, senyal del Jutjat d'Arborea

Escut del Jutjat d'Arborea en temps de la dinastia Narbona

Arborea era un dels quatre jutjats en què estava dividida l'illa de Sardenya cap a l'any 1000. Va existir d'ençà el segle ix (separat d'ençà el segle xi) i fins al 1410. Van sorgir de les antigues divisions romanes d'Orient.

## Antecedents històrics
Quan els romans d'Orient van abandonar l'illa vers la segona meitat del segle ix, els governants locals van assolir el poder sobirà. Els governants dels segles ix, x i xi no han quedat enregistrats. Arborea i Torres o Logudor formaven al segle xi un sol jutjat que es va dividir vers la meitat del segle entre els dos fills de Barisó d'Arborea i Torres; Marià I de Zori (Arborea) i Andreu Tanca (Torres).
El primer jutge del que es tenen notícies certes fou Marià I de Zori (1060 - 1070). El 1070 el jutge Orsoc I d'Arborea traslladà la capital de Tharros (Tarra) a Oristany.
Altres jutges foren Torbè, Orsoc II, Comit I d'Orrù, Comit II, Constantí I, Comit III d'Arborea i Barisó I de Lacon. Aquest últim es va casar en segones noces (1157) amb Agalbursa de Cervera, el nebot de la qual, Hug de Cervera, vescomte de Bas, va rebre la successió a la judicatura.
Pere I, fill d'un primer matrimoni Barisó I, va ser també proclamat jutge. Hug de Cervera (conegut com a Hug d'en Bas o Hugo di Basso) defensat per la seva tia i després pel rei català, s'hi va enfrontar. Per el compromís d'Oristany (1192) Hug i Pere foren reconeguts jutges conjunts amb iguals drets (Hug fou conegut llavors com a Hug I d'Arborea). Pere I fou fet presoner pel jutge de Caller el 1195 i va morir el 1214 i el seu fill Barisó II d'Arborea fou conjutge del 1214 a la seva mort el 1217, i fou jutge també, per matrimoni, del jutjat de Càller on fou anomenat Barisó Torxitori IV de Càller. Va deixar un fill que fou jutge de Càller (Guillem Salusi V de Càller). Amb la desaparició dels altres tres jutjats de l'illa de Sardenya, el Jutjat d'Arborea va veure créixer la seva importància al si de la societat sarda.
Pere II, fill de n'Hug I i de Preciosa de Lacon fou proclamat jutge únic el 1217 però no va assolir el poder fins a la mort del seu pare el 1221.
El va succeir el seu fill menor d'edat Marià II sota regència de Guillem de Capraia. Atacat el jutjat per Guillem Salusi V de Càller vers el (1250), la situació fou aprofitada pel regent per assolir la judicatura que li fou reconeguda pel Papa (1255). Marià va sol·licitar l'ajuda del rei Pere de Catalunya i Aragó, recobrant el jutjat a la mort de Guillem el 1264, primer com a regent del fill Nicolau de Capraia, i després deposant a aquest (1270) al que va fer matar (1274). La revolta dels Capraia fou dominada amb l'ajut català el 1287.
Altres jutges foren Joan d'Arborea, Andreuot d'Arborea, i Marià III. Hug II (jutge 1321 - 1336), besnet de Marià II, capitanejava en el seu temps la facció favorable al rei català Jaume el Just que havia rebut l'illa en feu, i va ajudar a l'Infant Alfons a la conquesta de Sardenya (1323 - 1324).
El 1336 a Hug II el va succeir el seu fill Pere III (1336 - 1345) i a aquest el seu germà Marià IV el gran el 1345, que el 1353 es va revoltar contra Catalunya-Aragó i va dominar la major part de l'illa, però un exèrcit comandat per Pere III el Cerimoniós va haver d'anar a l'illa el 1353 i va desembarcar a Nulauro, conquerint l'Alguer després de la batalla naval de Port del Comte. Marià va iniciar una lluita de guerrilles i emboscades i Bernat II de Cabrera va derrotar els revoltats a la batalla de Quart, fins que el 1355 es va signar la pau de Sanluri per la que Marià renunciava a L'Alguer.
Va reprendre la guerra el 1365 i es va apoderar de tota l'illa deixant als catalans només Castell de Càller, L'Alguer i Sàsser, i va derrotar a Pere de Luna, enviat amb una flota per dominar la rebel·lió. El 1368 va ocupar Sàsser, i quan preparava l'atac a l'Alguer va morir de pesta (1376). El va succeir el seu fill Hug III, que va seguir la guerra però fou assassinat en una revolta 1383. Es va proclamar llavors la República d'Arborea però la corona fou reclamada (1383) per Elionor, germana gran de n'Hug III, casada amb Brancaleone Doria (una altra germana, Beatriu, estava casada amb el vescomte de Narbona Aimeric VI), i el parlament la va reconèixer com a regent pels seus fills Frederic I d'Arborea i Marià el (1387). Brancaleone Doria, que era a Barcelona, fou empresonat pels catalans, i es van iniciar negociacions. El 1388 es va ajustar la pau amb Catalunya-Aragó per la qual Arborea retornava tots els territoris ocupats al rei de Catalunya-Aragó i es mantenia el jutjat (amb els seus antics límits) com a feu del rei. Brancaleone fou alliberat (1390) i fou confirmat en els seus feus a l'illa de Sardenya.
Mort Frederic I el 1388, son germà Marià V, major d'edat el 1392, fou jutge fins a la seva mort el 1407. Elionor va morir el 1402. El Parlament va proclamar jutge al vescomte Guillem II de Narbona (Guillem d'Arborea), net de Beatriu (la germana d'Elionor). El 1408 Brancaleon Doria es va revoltar i es va apoderar altra vegada de la major part de l'illa. Guillem s'uní al bàndol anticatalà de Sardenya, però aquest fou derrotat pel rei Martí el Jove, hereu de la corona, a la batalla de Sanluri (1409). Però a la mort del rei de Catalunya-Aragó va tornar a l'illa i va ocupar Sàsser i part del Logudor i va tornar a prendre el títol de jutge d'Arborea. Aquest títol li va disputar Lleonard Cubell qui havia estat nomenat regent en absència del jutge, i que encara romania rebel·lat contra el domini català. Lleonard fou assetjat a Oristany per Pere de Torrelles i obligat a renunciar a la judicatura, que fou suprimida, rebent a canvi el marquesat d'Oristany (que abraçava bona part de les terres del Jutjat d'Arborea) i el comtat del Goceà (o del Goceano) (1410). El 1420 els drets dels vescomtes de Narbona a la judicatura foren comprats pel rei Alfons el Magnànim.